# Molothrus rufoaxillaris
Molothrus rufoaxillaris là một loài chim trong họ Icteridae.